# Stazione di Wicklow
La stazione di Wicklow (in inglese Wicklow railway station, in gaelico stáisiún Chill Mhantáin) è una stazione ferroviaria che fornisce servizio a Wicklow, contea di Wicklow, Irlanda. Attualmente le linee che vi passano sono l'Intercity Dublino–Rosslare e i treni locali del South Eastern Commuter. La stazione, che dista 10 minuti di cammino dal centro della cittadina, fu aperta il 30 ottobre 1855. 
La stazione è dotata di due binari, inframezzati da un'unica banchina, da cui si accede ai treni. La cabina di controllo è posta sul ponte pedonale che sovrasta i binari. Andando verso Dublino, uscendo dalla stazione, si trova un ponte poco dopo una curva.

## Premi vinti
La stazione ha conseguito alcuni premi per la qualità nel tardo XX secolo:
- 1998 - 4º premio - Miglior fermata InterCity
- 1996 - 3º premio - Miglior fermata InterCity

## Servizi ferroviari
- Intercity Dublino–Rosslare
- South Eastern Commuter

## Servizi
- Capolinea autolinee
- Biglietteria a sportello
- Biglietteria self-service